# Francisco Onieva
Francisco Onieva Ramírez (Córdoba, 1976) es un poeta y escritor español.

## Biografía
Vinculado familiarmente con Villanueva del Duque, pueblo del norte de Córdoba, reside en Pozoblanco, donde es Profesor de Lengua Castellana y Literatura en el IES Antonio María Calero. Ha publicado hasta la fecha cuatro libros de poesía: Los lugares públicos (1998, corregido y ampliado en profundidad en 2008), con el que fue finalista del Andalucía Joven en los años 2000 y 2001, Perímetro de la tarde (Rialp, 2007), con el que consiguió un accésit del prestigioso premio Adonáis 2006, Las ventanas de invierno, con el que ha obtenido el XXI Premio de Poesía Cáceres Patrimonio de la Humanidad, y Vértices, con el que consiguió el XXVI Premio Internacional de Poesía Jaime Gil de Biedma. Es, además, coordinador de los libros colectivos Palabra compartida (2007), Divergentes (2015) y Un aplauso interior (2021), resultado de una iniciativa única de apoyo a los sanitarios en forma de haikus durante los meses más duros de la pandemia provocada por el covid-19. Su obra ha sido recogida en diversas antologías, entre las que destaca Los círculos del aire (Algaida, 2008), Terreno fértil (Cangrejo Pistolero Ediciones, 2010) o Con&versos (La Isla de Siltolá, 2014).
Como narrador ha publicado dos libros de relatos Los que miran el frío (Ediciones Espuela de Plata, Renacimiento, 2011) y El extraño escritor (Ediciones Espuela de Plata, Renacimiento, 2016). Además de la vertiente creativa ha publicado numerosos estudios sobre Cervantes, Bécquer, Unamuno, Alberti, Aleixandre, Cernuda, Borges, Duque de Rivas, Teresa de Jesús, Onetti...
Desde el año 2016 es académico correspondiente de la Real Academia de Ciencias, Bellas Letras y Nobles Artes de Córdoba. Es colaborador del suplemento Cuadernos del Sur de Diario Córdoba.

## Publicaciones

### Poesía
- Los lugares públicos (1998, corregido y ampliado en 2008)
- Perímetro de la tarde (Rialp, 2007)
- Las ventanas de invierno (La Oficina Ediciones, 2013)
- Vértices (Visor, 2016)

### Narrativa
- Los que miran el frío (Ediciones Espuela de Plata, Renacimiento, 2011)
- El extraño escritor y otras devastaciones (Ediciones Espuela de Plata, Renacimiento, 2016)

## Galardones
- Premio Comarcal de Poesía Hilario Ángel Calero en 2005.
- Accésit del Premio Adonáis 2006.
- XXI Premio de Poesía Cáceres Patrimonio de la Humanidad en 2008.
- XVIII Premio de Andalucía de la Crítica a la Ópera prima en 2012.
- XXVI Premio de poesía Jaime Gil de Biedma, 2016

## Inclusión en antologías
- Los círculos del aire, de Francisco Gálvez (Algaida, 2008).
- Antología del beso, poesía última española, de Julio César Jiménez (Mitad doble ediciones, 2009).
- Terreno Fértil, de Antonio Barquero y Eduardo Chivite (Cangrejo Pistolero Ediciones, 2010).
- Con&versos, de Antonio Moreno Ayora (La isla de Siltolá, 2014).